# Застава Енглеске
Застава Енглеске представља крст Светог Ђорђа. Црвени крст као симбол се први пут појављује током средњег века и крсташких ратова и представља један од најранијих симбола Енглеске. Статус заставе добија током 16. века.
Свети Ђорђе (Свети Георгије) постао је светац-заштитник Енглеске у 13. веку, а легенда о њему како убија аждају је из 12. века.